# فویاو
فویاو (انگلیسی: Fuyao) شرکت شیشه اتومبیل چینی است، که در سال ۱۹۸۷ تأسیس شد.